# Joseph von Egle

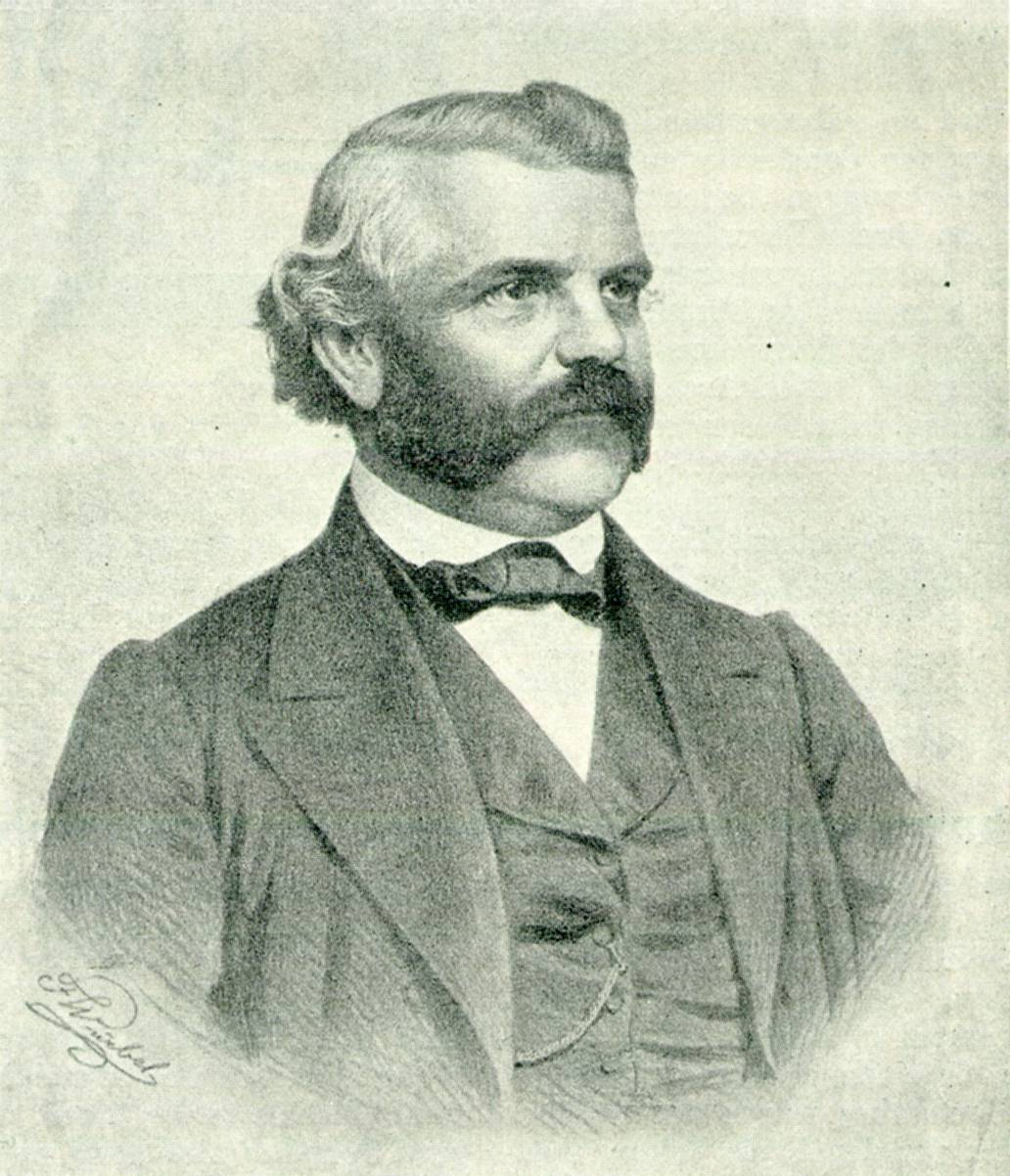
Joseph von Egle

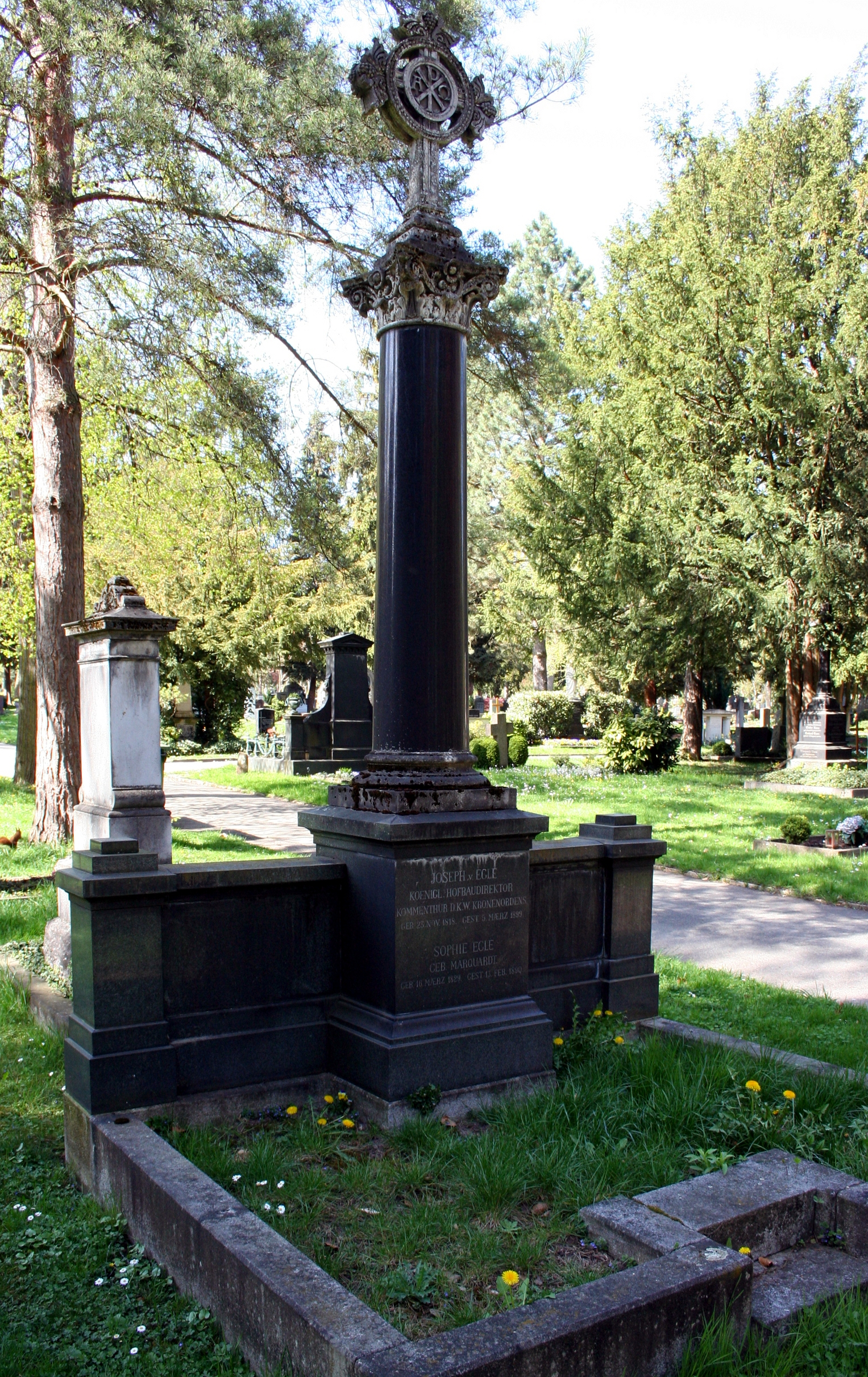
Grab auf dem Pragfriedhof Stuttgart

Joseph Egle, ab 1864 von Egle (* 23. November 1818 in Dellmensingen, Württemberg; † 5. März 1899 in Stuttgart; Schreibweise auch Josef von Egle) war ein deutscher Architekt und württembergischer Baubeamter in Stuttgart.

## Leben

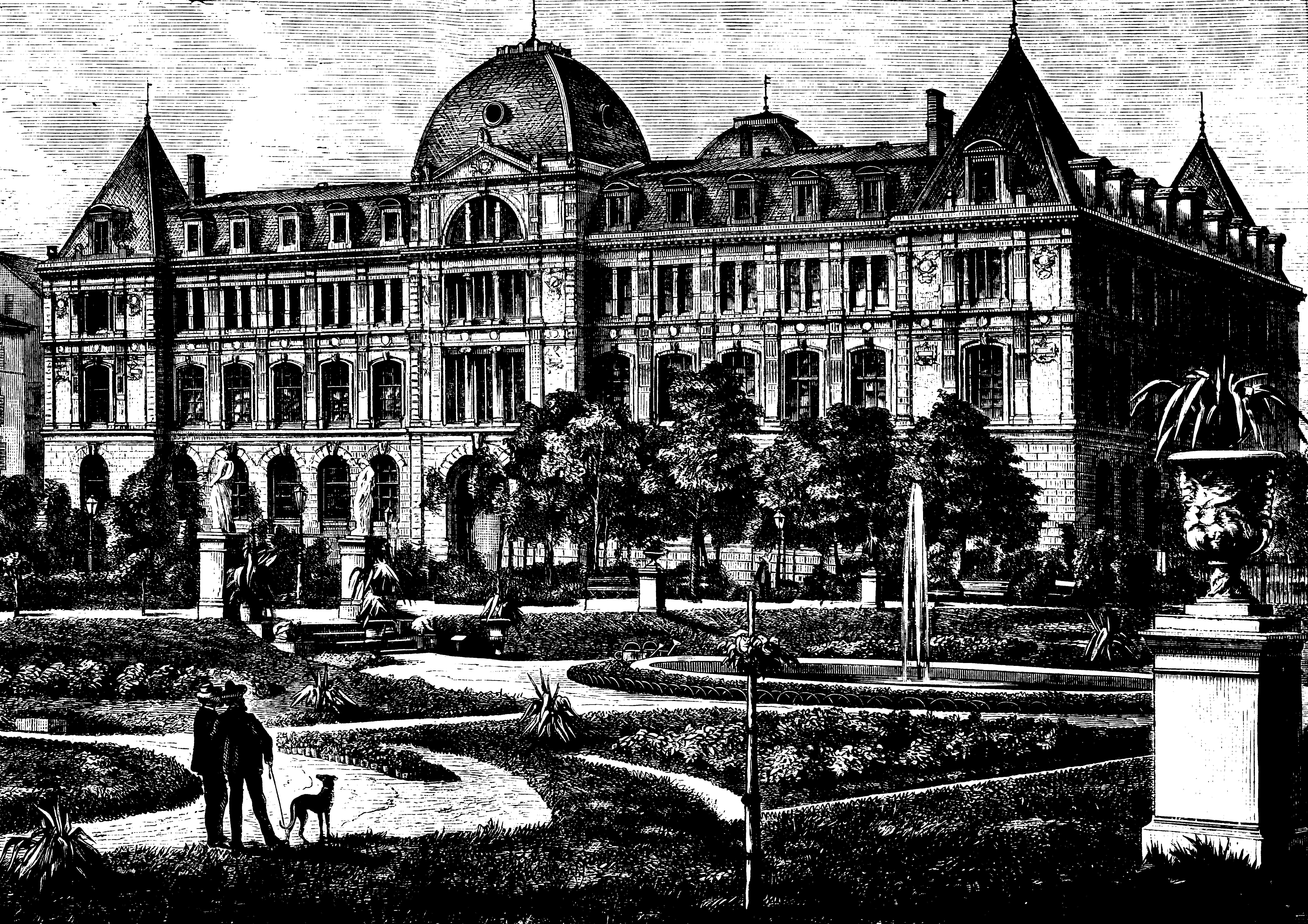
Von Joseph von Egle erbautes Gebäude für die Baugewerkeschule Stuttgart (heute Hochschule für Technik)

Egle studierte an der Polytechnischen Schule Stuttgart und der Polytechnischen Schule Wien, von 1839 bis 1841 an der Berliner Bauakademie. Hier war er ein Schüler von Heinrich Strack und Karl Bötticher. In den Jahren 1842 bis 1847 war er als Korrespondent der Allgemeinen Bauzeitung in Norddeutschland und England unterwegs. 1848 unternahm er eine Studienreise nach Italien.
1848 wurde er zum Direktor der Stuttgarter Baugewerkschule ernannt und war seit 1850 Professor an der Polytechnischen Schule. Seit 1855 war Egle im Beirat der Münsterrestauration in Ulm tätig. Nachdem ihn König Wilhelm I. 1857 zum Hofbaumeister ernannt hatte, gab er die Stelle an der Polytechnischen Schule auf, blieb aber bis zu seinem Tod Direktor der Baugewerkschule. 1863 wurde er zum Oberbaurat und 1884 zum Hofbaudirektor ernannt, zugleich war er im Vorstand der Königlichen Bau- und Gartendirektion. Er fungierte auch als Preisrichter in der Jury für bauliche Konkurrenzen.

## Ehrungen
- 1864: Ehrenbürgerwürde der Stadt Stuttgart
- 1864: Ritterkreuz des Ordens der Württembergischen Krone, verbunden mit der Erhebung in den persönlichen Adelsstand[2]
- 1878: Ehrenbürgerwürde der Stadt Ulm
- 1879: Kommenturkreuz 2. Klasse des Friedrichs-Ordens
- 1889: Kommenturkreuz des Ordens der Württembergischen Krone
- Große Goldene Medaille für Kunst und Wissenschaft
- Ehrenkreuz II. Klasse des Fürstlich Hausordens von Hohenzollern
- Offizier des Persischen Sonnen- und Löwenordens

## Joseph-von-Egle-Preis
Der Joseph-von-Egle-Preis wird von der Landeshauptstadt Stuttgart zweimal jährlich, jeweils am Ende eines jeden Hochschulsemesters, an Absolventen der Hochschule für Technik Stuttgart, der Nachfolge-Einrichtung der Baugewerkschule, für hervorragende Leistungen vergeben.

## Werk
Bauten und Entwürfe
- 1860–1863: Neubau der Polytechnischen Schule Stuttgart im Stadtgarten (heute Rektoratsgebäude der Universität Stuttgart)
- 1864–1867: innerer Umbau des nordöstlichen Flügels des Neuen Schlosses in Stuttgart
- 1866–1870: Neubau der Baugewerkschule in Stuttgart
- 1872–1879: katholische Pfarrkirche St. Maria in Stuttgart
- 1875–1878: katholische Pfarrkirche St. Johannes Evangelist in Tübingen
- 1880: Sogenannte „Kleine Villa“ im Park der Villa Berg in Stuttgart

Egle leitete auch die Restaurierungen der Frauenkirche in Esslingen am Neckar und der Stiftskirche zu Urach. Er war Restaurierungsbeirat beim neogotischen Ausbau des Ulmer Münsters.
Schriften
- Beschreibung des Ulmer Chorgestühls. In: Baudenkmäler aus Schwaben. Stuttgart 1867.
- Schattierlehre der Oberflächen regelmäßiger Körper. Stuttgart 1855. (Aufstellung einer neuen Theorie)
- (Hrsg.): Photographische Ansichten von öffentlichen Gebäuden etc. in Stuttgart und Umgebung.
- Die Stifts-Kirche zu Wimpfen im Thal. [Kgl. Baugewerksschule], Stuttgart 1874 (Digitalisat).
- Praktische Baustil- und Bauformenlehre. Erläuternder Text. Stuttgart 1905 (uni-stuttgart.de).
- Vorlesung zur Baukunde und Holzarchitektur (Mitschrift im Bestand der Bibliothek der Hochschule für Technik, uni-stuttgart.de).